# Sara Funaro
Sara Funaro (Firenze, 12 maggio 1976) è una politica italiana, dal 2024 sindaca di Firenze e della sua città metropolitana, prima donna a ricoprire tale carica.

## Biografia
È nata il 12 maggio 1976 a Firenze da Renzo Funaro, architetto ed esponente della comunità ebraica fiorentina, e da Antonina "Bocci" Bargellini, figlia dell'ex sindaco di Firenze Piero Bargellini. Dopo essersi diplomata presso il liceo classico Niccolò Machiavelli, ha conseguito la laurea in psicologia clinica all'Università degli Studi di Firenze e la specializzazione in psicoterapia al Policlinico Le Scotte di Siena. Ha inoltre ottenuto il perfezionamento in psicoterapia fenomenologica all'Università di Urbino e un master di etnopsichiatria al Centre Devereux di Parigi. Nel 2009 è stata nominata vicepresidente dell'azienda pubblica dei servizi Firenze Montedomini.
Iscritta al Partito Democratico, dal 2014 al 2024 è stata assessora alla sanità, accoglienza e pari opportunità nelle due giunte presiedute da Dario Nardella.

### Sindaca di Firenze
Alle elezioni amministrative del 2024 è stata candidata alla carica di sindaco di Firenze per la coalizione di centro-sinistra, sostenuta da Partito Democratico, Alleanza Verdi e Sinistra, +Europa e Azione. È stata eletta al ballottaggio con il 60,6% dei voti contro l'ex direttore della Galleria degli Uffizi Eike Schmidt, sostenuto dalla coalizione di centro-destra, diventando così la prima donna a ricoprire la carica di sindaco della città di Firenze.